# Louis-Michel Carpentier
Pour les articles homonymes, voir Carpentier.
Louis-Michel Carpentier, né le 24 mars 1944 à Uccle (région de Bruxelles-Capitale), est un animateur et dessinateur de bande dessinée belge francophone.
En dessin animé, il a notamment supervisé l'animation de Tintin et le Lac aux requins (1972) et Gulliver's Travels (1977) (en). En bande dessinée, il est surtout connu pour les 20 albums de la série humoristique Du côté de chez Poje (1990-2009), écrite par le prolifique Raoul Cauvin.

## Biographie
Louis-Michel Carpentier naît le 24 mars 1944 à Uccle, une commune bruxelloise. Il fait des études d'arts graphiques à l'Académie royale des beaux-arts de Bruxelles pendant quatre ans. Tout de suite après son service militaire, Louis-Michel Carpentier débute aux studios Belvision, où il travaille sur les longs-métrages animés adaptés d’Astérix, de Tintin et de Lucky Luke.
À partir de 1975, il adapte différents romans de la comtesse de Ségur aux éditions Casterman.
À partir de 1980, il collabore avec Raoul Cauvin pour les scénarios sur Les Toyottes et, à partir de 1986, sur plusieurs volumes de L'Année de la Bière. Les deux auteurs reprennent l'univers de cette série pour Dupuis, qui la renomme Du côté de chez Poje et en publie vingt volumes de 1990 à 2009. Il lance ses propres éditions Top-Game où il réalise des albums humoristiques : la série du Jour le plus con ainsi que des collectifs rassemblant tous ses amis dans l'illustration des Chansons cochonnes destinées à un public averti.
En 2023, à l’initiative du Lions Clubs Bruxelles Millénaire, des dessinateurs de bande dessinée dont Louis-Michel Carpentier ont décoré des tentes en carton dans le cadre de l'opération Une tente, une vie et pour laquelle une vente caritative est organisée par Drouot.

## Œuvres

### Dessin animé
- 1967 : Astérix le Gaulois (animateur)
- 1968 : Astérix et Cléopâtre (assistant animateur)
- 1969 : Tintin et le Temple du Soleil (assistant animateur)
- 1971 : Lucky Luke (animateur)
- 1972 : Tintin et le Lac aux requins (animateur principal)
- 1976 : La Flûte à six schtroumpfs (animateur)
- 1977 : Gulliver's Travel (en) (animateur principal)

### Albums de bande dessinée
- Divers : 
  - Humour en tranch(é)es (1986), avec Claude Armant, (Éd. Les Archers)

- Série Chansons à Boire. (depuis 1991), (Topgame)

- Série Chansons Cochonnes, 4 volumes, (3 albums chez Topgame (1990-1992), 1 album chez Le Fourbe chinois en 2014)

### Collectifs
- Sortilège - Intégrale[6], C.M. éditions, 16 juin 2022
Scénario : Bruno Di Sano, Daniel Bardet, Christian Mathoul - Dessin : collectif - Couleurs : Laurent Carpentier, Louis-Michel Carpentier, Alain Audry -  (ISBN 978-2-9602788-1-1),Couverture : Daniel Desorgher, Stéphane Dizier. Storyboard : Bruno Gilson. Avec Jo-El Azara, Francis Carin, Jean-Pol, Hec Leemans, Wim Swerts, André Taymans, Yannick Thiel.

## Réception

### Prix et distinctions
- 1990 :  prix spécial de la Chambre belge des experts en bande dessinée[7] Crédit est mort avec Raoul Cauvin ;
- 1995 :  Crayon d'or décerné par la CANAB[7] ;
- 2020 :  Manneken-Prix du dessinateur bruxellois pour la série Les Potes à Poje[8],[9].

#### Livres
: document utilisé comme source pour la rédaction de cet article.
- Jean Pirotte (dir.) et Luc Courtois, Du régional à l'universel. : L'imaginaire wallon dans la bande dessinée., Louvain-la-Neuve, Fondation wallonne Pierre-Marie et Jean-François Humblet, 1999, 310 p. (ISBN 978-2-9600072-3-7 et 2960007239, OCLC 1075833932), p. 209 lire sur Google Livres
- Jacques Fiérain, « Carpentier, Louis-Michel », dans La BD à Bruxelles et en Brabant, Charleroi, Éd. l'Âge d'or, avril 2003, 144 p., ill. ; 31 cm (ISBN 9782960119664 et 2960119665, OCLC 470388171, présentation en ligne), p. 18. .
- Patrick Gaumer, « Carpentier Louis-Michel », dans Dictionnaire mondial de la BD, Paris, Larousse, 2010, 953 p., ill. ; 27 cm (ISBN 978-2-0358-4331-9 et 2-0358-4331-6, OCLC 920924930, présentation en ligne), p. 153. .
- Philippe Mellot, Michel Denni, Laurent Turpin et Isabelle Morzadec, Trésors de la bande dessinée : BDM 2021-2022 - Catalogue encyclopédique et Argus, Paris, Les Arènes, novembre 2020, 22e éd., 1700 p., ill. ; 23 cm (ISBN 9791037502582, OCLC 1240308146, présentation en ligne), p. 17, 58, 226, 276, 364, 380, 605, 679, 1225. .

#### Articles
- Victor De Sepausy, « Les Manneken-Prix 2020 : un jury anonyme, pour soutenir le livre à Bruxelles », ActuaLitté,‎ 2 décembre 2020 (lire en ligne, consulté le 8 novembre 2022)
- Alexiane Guchereau, « Le palmarès des Manneken Prix 2020 », Livres Hebdo,‎ 7 décembre 2020 (lire en ligne, consulté le 8 novembre 2022).